# Transport aérien au Québec
Cet article traite du transport aérien au Québec.

## Aéroports
En 2019, le Québec comptait 14 aéroports fédéraux, 26 provinciaux, 40 municipaux, 2 administrés par des Premières Nations, 2 administrés par des organismes à but non lucratif, 1 administré par la Société de développement de la Baie-James ainsi que 60 autres.

## Transport intérieur

### Contexte québécois
Comme partout au Canada, le transport aérien intérieur est généralement coûteux au Québec,. Aussi, en raison de la superficie du territoire et de la densité démographique, la fréquence de vols est plutôt faible en comparaison d'autres pays, particulièrement en Europe. Entre 2010 et 2018, le trafic aérien intérieur était en hausse de 70% à Québec et 44% à Montréal.
Le transport aérien intérieur joue un rôle important dans certaines régions coupées du réseau routier québécois, comme les îles de la Madeleine ou le Nunavik.

### Programme d'accès aérien aux régions
Le 9 juillet 2020, le ministère des Transports met sur pied un groupe pour « déterminer et analyser des pistes de solution visant à assurer l’avenir à long terme des dessertes aériennes régionales ».
Le 19 avril 2022, le ministre François Bonnardel annonce la mise en place du Plan québécois de transport aérien régional. Le plan instaure, à partir du 1er juin, le Programme d’accès aérien aux régions (PAAR), dont l'objectif est de garantir aux voyageurs des billets aller-retour au prix maximum de 500$ ou bien de 250$ pour un aller simple. L'achat des billets à prix réduit est limité, par année, à trois aller-retour ou six aller simple. Les voyages d'affaires ne sont pas admissibles au prix réduit.
Un mois et demi après le début du programme, la vente de billets est inférieure aux attentes (environ 9 500 ventes sur une vision théorique de 20 500).

## Transport extérieur
Le Québec compte 3 aéroports internationaux : l'aéroport Pierre-Elliott-Trudeau de Montréal offre le plus grand nombre de destinations internationales étant le 3e aéroport le plus fréquenté du Canada. L'aéroport Montréal-Mirabel sert principal au fret et ne reçoit pas de passagers internationaux. Finalement, l'aéroport Jean-Lesage de Québec possède certaines liaisons européennes et nord-américaines.

## Industrie

### Transporteurs aériens
Le Québec ne possède pas de compagnie aérienne porte-drapeau depuis 1986, à la suite de la vente de Québecair par le gouvernement du Québec. Le Service aérien gouvernemental transporte uniquement des membres du gouvernement ou des patientes pour évacuation aéromédicale. La province accueille toutefois le siège social de la compagnie nationale canadienne, Air Canada.
Parmi les compagnies aériennes ayant leur siège social au Québec :
- Air Canada
- Air Creebec
- Air Inuit
- Air Liaison
- Air Tunilik
- Air Transat
- Pascan Aviation

### Incidents
Parmi les incidents de transport aérien survenus au Québec :
- Accident d'un Mu-2 dans les îles de la Madeleine (2016, 7 morts)
- Vol Propair 420 (1998, 11 morts)
- Vol Trans-Canada Airlines 831 (1963, 118 morts)
- Tragédie aérienne de Sault-au-Cochon (1949, 23 morts)
- Écrasement du bombardier Liberator à Montréal (1944, 15 morts)
- Écrasement du Liberator III à Saint-Donat (1943, 24 morts)